# Susan Ford

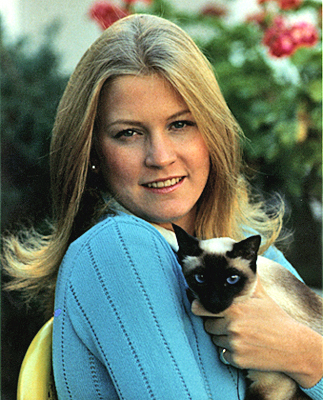
Susan Ford em 1974.

Susan Elizabeth Ford Bales (Washington, D.C., 6 de julho de 1957) é uma autora estadunidense, fotojornalista e ex-presidente do conselho do Centro Betty Ford contra o abuso de álcool e drogas.

## Biografia
É filha do ex-presidente dos Estados Unidos Gerald Ford e ex- primeira-dama Betty Ford. Foi uma das três pessoas alvo de violência pelo Exército Simbionês de Libertação e tinha proteção do Serviço Secreto antes de seu pai se tornar presidente. Quando adolescente frequentava a escola Holton-Arms, em Bethesda, Maryland. Realizou o seu baile de formatura, para a turma de 1975, na Sala Leste da Casa Branca. Serviu como anfitriã oficial da Casa Branca quando sua mãe foi hospitalizada por câncer de mama.
Matriculou-se no Mount Vernon College for Women (agora parte da Universidade George Washington) no noroeste de Washington, D.C., em 1975, quando seu pai estava na Casa Branca. Mais tarde, ela se transferiu para a Universidade do Kansas para o semestre de primavera de 1977.
Sua carreira começou como fotógrafa e trabalhou como fotojornalista para a Associated Press, a Newsweek, a Money Magazine , o Ladies' Home Journal, o Topeka Capital-Journal , o Omaha Sun e também como freelancer.
Em 1992, tornou-se membro do conselho do Betty Ford Center e, em 2005, tornou-se presidente da organização, sucedendo sua mãe, que permaneceu como membro do conselho.
Em 16 de janeiro de 2007, falou em uma cerimônia de nomeação no Pentágono. Na cerimônia, o porta-aviões CVN-78 foi oficialmente chamado de Gerald R. Ford.